# Iglesia de Santi Filippo e Giacomo
La iglesia de los Santos Filippo y Giacomo es un edificio destinado al culto católico ubicado en la ciudad de Nápoles, Italia. Está localizada en Spaccanapoli, en el centro histórico de la ciudad, cerca de las iglesias de San Biagio Maggiore y de Santa Luciella.

## Historia

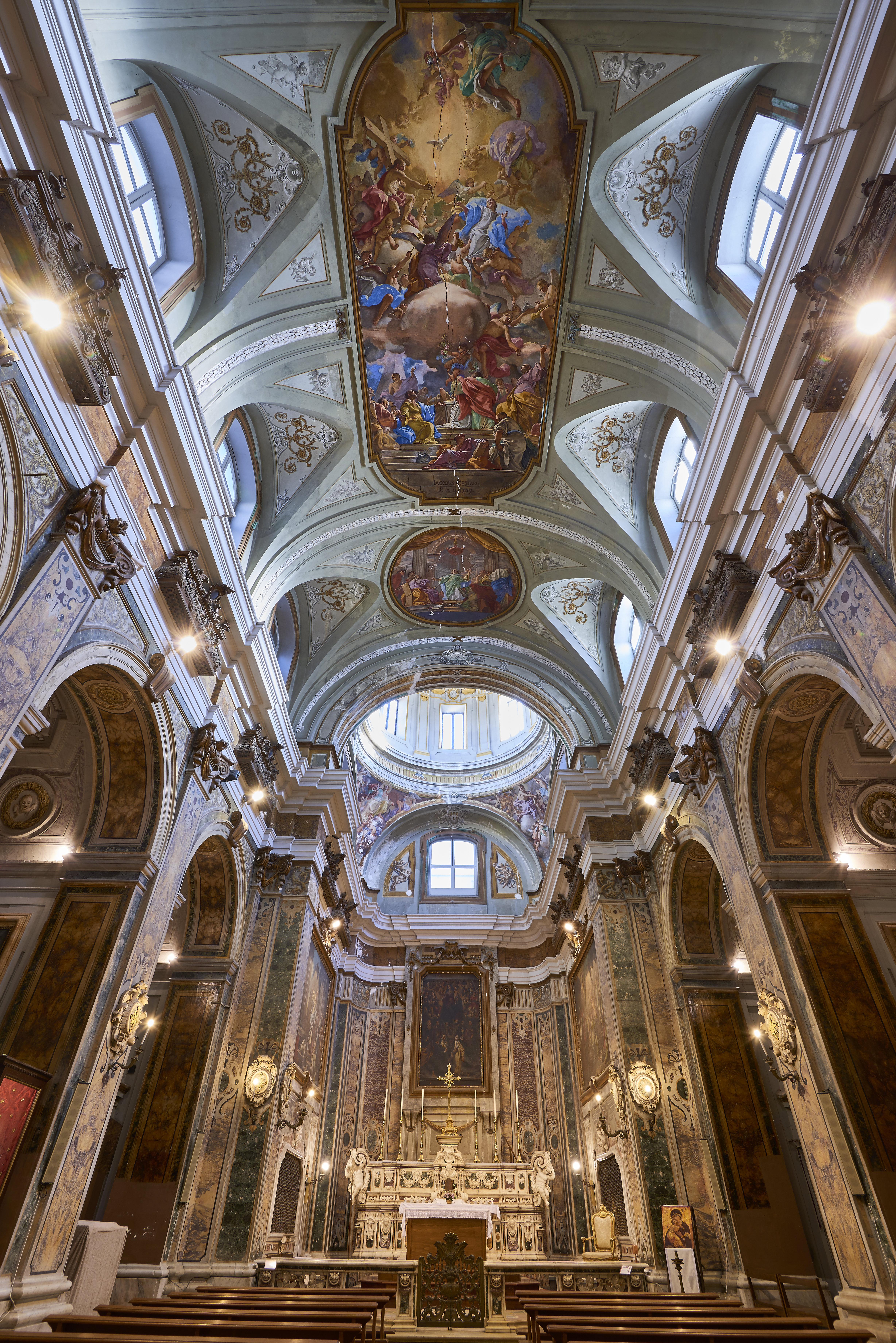
La nave, con la bóveda decorada al fresco por Jacopo Cestaro, 1759.

El edificio fue construido por voluntad del Gremio del Arte de la Seda, formado por mercaderes, tejedores y teñidores, el cual, a través el apoyo de Alfonso V de Aragón, alcanzó un gran poder. Una primera iglesia del Arte de la Seda, ya dedicada a los Santos Felipe el Apóstol y Santiago el Menor, estaba ubicada cerca de Piazza del Mercato y estaba relacionada con un conservatorio, fundado en 1582 para acoger a las hijas de los artesanos pobres, enfermos o fallecidos que formaban parte del Gremio. Posteriormente, el número de las chicas creció tanto que fue necesario proporcionarles una un alojamiento más adecuado: por eso fueron trasladadas al lugar donde se levantaba el palacio del príncipe Acquaviva de Caserta (luego, Caetani de Sermoneta)

## Descripción

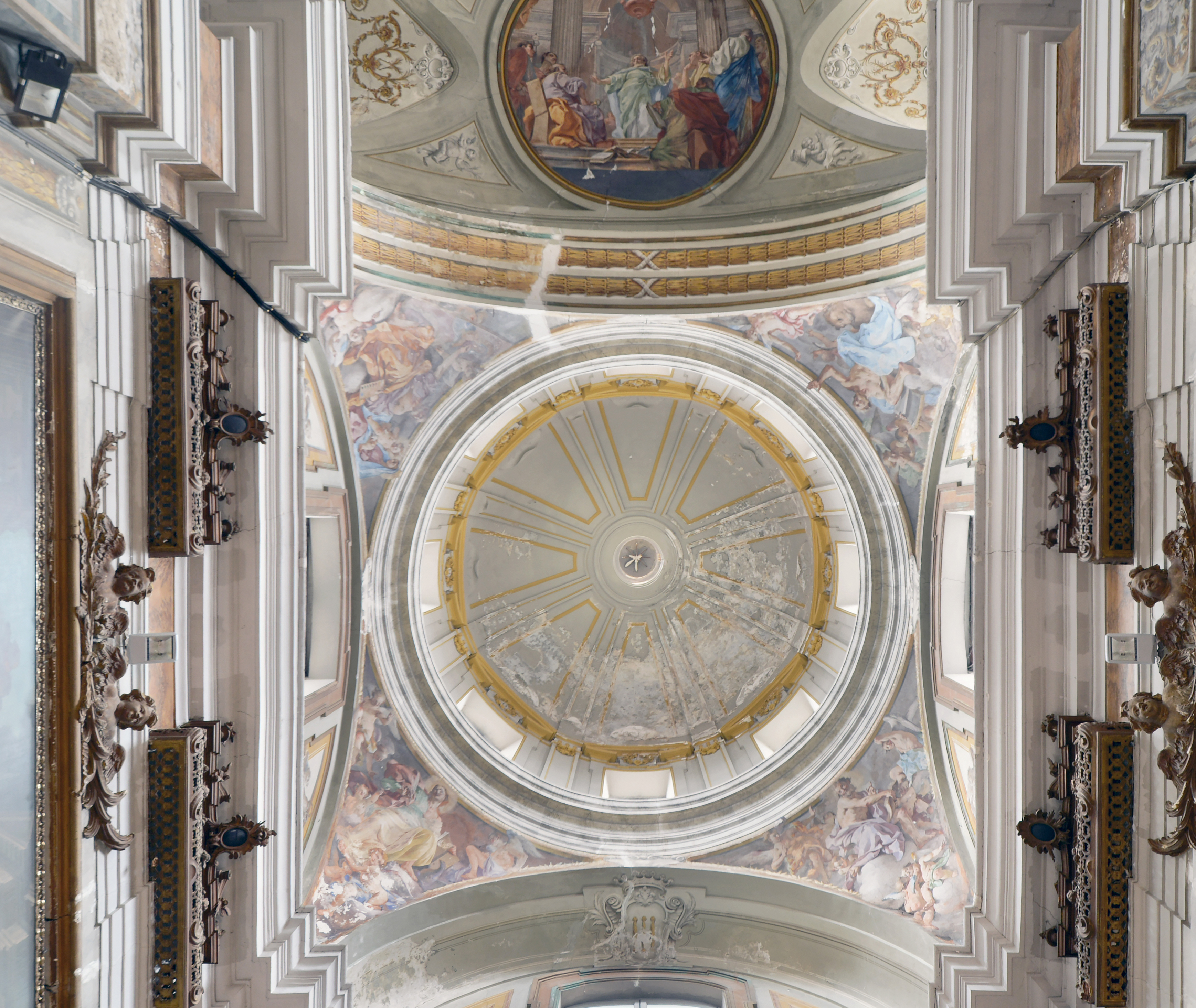
La cúpula.

En 1758, la iglesia fue renovada por el arquitecto Gennaro Papa en estilo barroco. La fachada, retrasada de la línea de la calle, está caracterizada por dos niveles: en el inferior, dentro de dos nichos, se encuentran las esculturas de los Santos Felipe y Santiago, obras de Giuseppe Sanmartino; en el nivel superior, dos nichos albergan las estatuas de la Religión y de la Fe, obras de Giuseppe Picano, discípulo de Sanmartino.
El interior sigue los dictados de la Contrarreforma, presentándose con una nave única sin transepto y el ábside coronado por una cúpula. Las decoraciones pictóricas son de importantes artistas como Alessio d'Elia y Jacopo Cestaro. En la iglesia se puede admirar el pavimento de mayólicas de 1738, obra de Donato Massa, que cubre toda la nave y lleva en su centro el emblema del Gremio del Arte de la Seda. A los lados de la entrada se encuentran dos pilas de agua bendita, raros ejemplos de Rococó napolitano, obras del artista Giacomo Massotti, autor también de la balaustrada. La iglesia alberga también esculturas de madera, conservadas en las capillas laterales. En la sacristía y en los depósitos de la iglesia se conservan valiosas obras artísticas, como un altar de madera del siglo XVIII y un trono episcopal tallado y decorado con los símbolos del Arte de la Seda.